# S Club 7

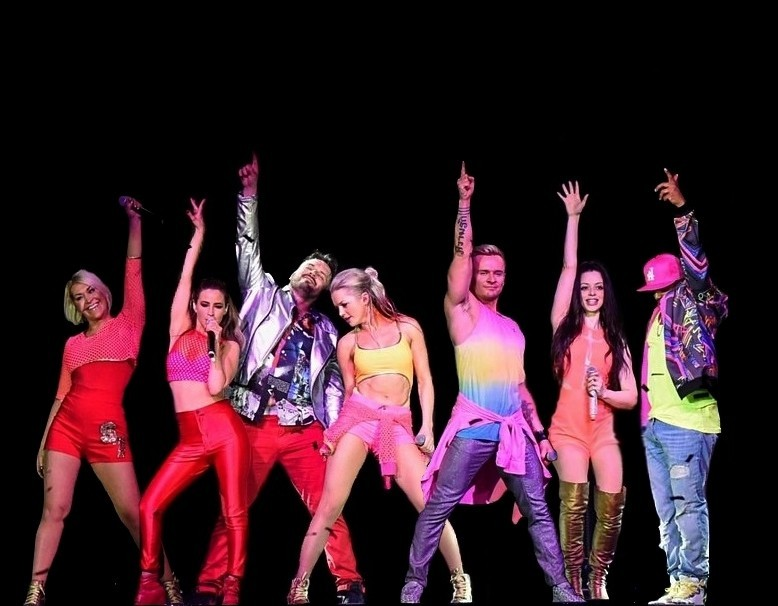
S Club 7 (2015)

S Club 7 (later S Club) is een Britse popgroep die in 1998 werd opgericht door Simon Fuller nadat hij was ontslagen als manager van de Spice Girls. De oorspronkelijke leden zijn Tina Barrett, Paul Cattermole, Jon Lee, Bradley McIntosh, Jo O'Meara, Hannah Spearritt en Rachel Stevens. Cattermole verliet de groep in 2002. Het jaar erna werd de groep ontbonden. Nadat de leden solo en in kleinere groepen hadden opgetreden, kwam de groep tijdelijk weer samen voor een korte tournee in 2015. In 2023 kwam de groep weer bij elkaar en kondigde opnieuw een tournee aan. Cattermole stierf echter aan hartfalen en Spearritt trok zich voor de tour terug uit de groep waardoor de groep momenteel optreedt onder de naam S Club en uit vijf leden bestaat.

## Geschiedenis

### Ontstaan
Na zijn ontslag bij de Spice Girls plaatste Simon Fuller een advertentie in de Britse krant The Stage waarin werd gevraagd naar jonge tieners om een nieuwe popgroep mee te vormen. Er volgden audities met meer dan 10.000 kandidaten waarvan er uiteindelijk zeven overbleven. Dezelfde songwriters die hadden meegewerkt aan de hits van de Spice Girls werden aangetrokken om de nieuwe popgroep - S Club 7 genaamd - tot een succes te maken. Over de naam van de groep is altijd geheimzinnig gedaan. Verschillende leden van de groep vertelden dat de "S" in S Club 7 staat voor Simon (Fuller) en anderen beweerden weer dat "S" simpelweg staat voor de eerste letter is van het woord 'seven'. Een andere theorie is dat de groep de "S" gebruikte omdat veel van Simon Fuller's succes gebaseerd is op het getal 19, een verwijzing naar Fuller's productiebedrijf 19 Entertainment. Aangezien de "S" de 19e letter van het alfabet is, werd de "S" in de naam S Club 7 gezet.

#### Televisieserie
Om de kansen op een doorbraak extra groot te maken werd er een televisieserie rondom de groep gemaakt. Hierin speelden de leden fictieve versies van zichzelf, gingen op avontuur en zongen in elke aflevering een van de liedjes van hun album. De naam van de serie wisselde per locatie waar de serie werd opgenomen. Van Miami 7 naar LA 7 en van Hollywood 7 naar Viva S Club. De serie werd gedeeltelijk geschreven door Kim Fuller die ook de film van de Spice Girls schreef. S Club 7 had later ook succes met de film Seeing Double uit 2003. In Nederland werd de serie Miami 7 korte tijd uitgezonden op Yorin.

#### Succes
Het succes van S Club 7 is vooral in Groot-Brittannië heel groot geweest. Van de periode 1999 tot en met 2003 scoorde de groep daar vier nummer 1-hits en 7 top 5-hits. Wereldwijd verkocht de groep zo'n 10 miljoen albums en ontving twee Brit Awards. In Nederland werden vooral de nummers Bring It All Back en S Club Party succesvol. 

#### Opheffing
In maart 2002 maakte Paul Cattermole, de oudste zanger van de groep, bekend dat hij S Club 7 ging verlaten om bij de nu-metalband Skua te gaan spelen, een band die hij samen met schoolvrienden had opgericht. Ook kreeg hij een relatie met groepslid Hannah Spearritt. De overgebleven zes leden bleven samen onder de naam S Club tot aan de release van de speelfim Seeing Double. Daarna ging iedereen zijn eigen weg. In de jaren die volgden gingen de groepsleden zich bezighouden met andere projecten. Zo speelde Hannah Spearitt in twee films, had Rachel Stevens een succesvolle solo-carrière met diverse Top 10-hits in Engeland en was Jon Lee te zien in succesvolle musicals als Les Miserable en Love Shack.
Vanuit S Club 7 ontstond later nog de spin-off groep S Club Juniors. Later werd deze groep omgedoopt tot S Club 8 en daarna tot I Dream. Twee leden van deze bezetting (Frankie Sandford en Rochelle Wiseman) werden later onderdeel van de Britse meidengroep The Saturdays.

#### Reünies
In 2015 kwam de originele bezetting van S Club 7 voor een kleine  reünietournee weer bij elkaar. In 2023 kondigde de groep opnieuw een tournee aan. Cattermole stierf echter kort voor de start van de tournee aan hartfalen. Daarna trok Spearritt zich terug uit de groep waardoor de groep momenteel optreedt onder de naam S Club en uit vijf leden bestaat. Tevens verscheen er in 2023 nieuwe muziek van de groep. De single These Are The Days was de eerste single van S Club (7) in 20 jaar.

### Bezetting
- Tina Barrett (1976)
- Paul Cattermole (1977-2023)
- Jon Lee (1982)
- Bradley McIntosh (1981)
- Jo O'Meara (1979)
- Hannah Spearritt (1981)
- Rachel Stevens (1978)

## Discografie
Gebaseerd op gegevens van de Stichting Nederlandse Top 40.

### Albums
- 1999: S Club
- 2000: 7
- 2001: Sunshine
- 2002: Seeing Double (als S Club)
- 2003: Best: The Greatest Hits Of S Club 7

### Singles
- 1999: Bring It All Back
- 1999: S Club party
- 1999: Two in a million/You're my number one
- 2000: Reach
- 2000: Natural
- 2000: Never had a dream come true
- 2001: Don't stop movin'
- 2001: Have you ever
- 2002: You
- 2002: Alive
- 2003: Say goodbye
- 2003: Love ain't gonna wait for you
- 2023: These are the days

### Dvd's
| Muziek-dvd met eventuele hitnotering(en) in de Nederlandse Muziek Dvd Top 30 | Datum van verschijnen | Datum van binnenkomst | Hoogste positie | Aantal weken | Opmerkingen |
| ---------------------------------------------------------------------------- | --------------------- | --------------------- | --------------- | ------------ | ----------- |
| It's a S club thing                                                          | 2000                  | 15-04-2000            | 3               | 2            |             |